# 11 km (rejon wołchowski)
11 km (ros. 11 км) – przystanek kolejowy w pobliżu miejscowości Boroniczewo i Bor, w rejonie wołchowskim, w obwodzie leningradzkim, w Rosji. Położony jest na linii Wołchow – Czudowo.